# Ponts (Manche)
Ponts ist eine französische Gemeinde mit 684 Einwohnern (Stand 1. Januar 2022) im Département Manche in der Region Normandie. Sie gehört zum Gemeindeverband Mont-Saint-Michel-Normandie.

## Geografie
Die Streusiedlung Ponts liegt im Nordwesten Frankreichs, 70 Kilometer nordöstlich von Rennes. Nachbargemeinden von Ponts sind Saint-Jean-de-la-Haize im Westen, Chavoy im Nordosten, Saint-Senier-sous-Avranches im Südosten und Avranches im Südwesten. Das Gemeindegebiet umfasst 675 Hektar, die mittlere Höhe beträgt 40 Meter über dem Meeresspiegel, die Mairie steht auf einer Höhe von 18 Metern. Die Sée fließt durch das Gemeindegebiet.
Ponts ist einer Klimazone des Typs Cfb (nach Köppen und Geiger) zugeordnet: Warmgemäßigtes Regenklima (C), vollfeucht (f), wärmster Monat unter 22 °C, mindestens vier Monate über 10 °C (b). Es herrscht Seeklima mit gemäßigtem Sommer.

## Geschichte
Nach dem Gesetz loi Guizot vom 28. Juni 1833 musste jede Gemeinde mit mehr als 500 Einwohnern eine eigene Grundschule besitzen. Die Gemeinde mietete eine Schule in Avranches an, die jedoch dem Bau der Route nationale N175 zum Opfer fiel. 1838 erwarb die Gemeinde ein Grundstück auf dem Gemeindegebiet und ab 1842 wurde die école des garçons (Jungenschule) gebaut, die heute als Rathaus genutzt wird. Auf dem Gemeindegebiet existiert heute keine Schule mehr.

## Bevölkerungsentwicklung
| Jahr      | 1962 | 1968 | 1975 | 1982 | 1990 | 1999 | 2011 | 2018 |
| Einwohner | 347  | 398  | 423  | 460  | 482  | 443  | 591  | 668  |

## Kultur und Sehenswürdigkeiten

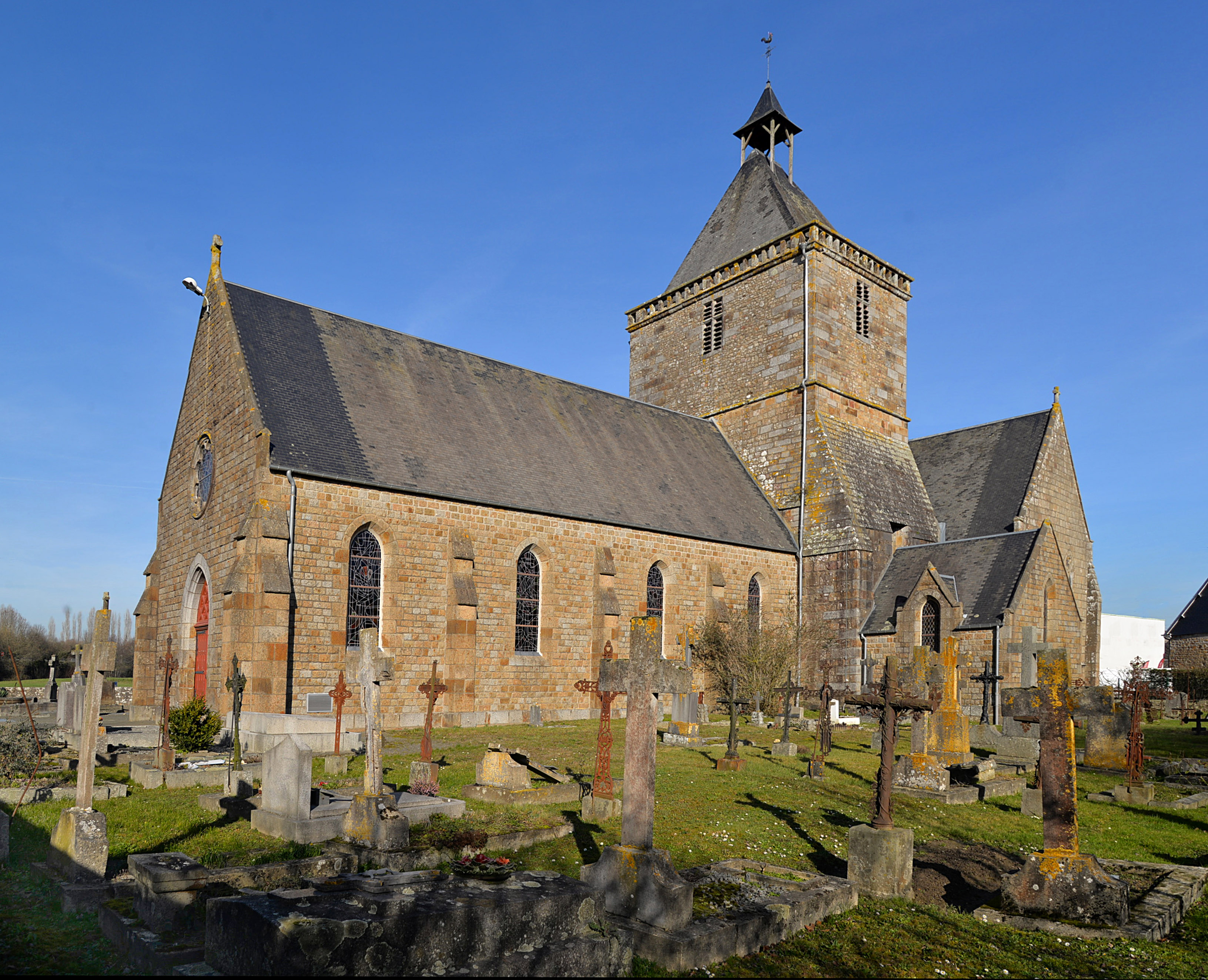
Kirche Saint-Étienne

Die gotische Kirche Saint-Étienne wurde im 15. Jahrhundert erbaut und im 16. Jahrhundert erweitert. Ihr Schutzpatron ist der Heilige Stephanus. Der quadratische Glockenturm stammt aus dem 15. Jahrhundert. Über dem Eingang befindet sich ein Basrelief aus dem 16. Jahrhundert, das die Steinigung des Heiligen Stephanus darstellt. Es wurde im Februar 1954 als Monument historique (‚historisches Denkmal‘) klassifiziert und im November 1954 herabgestuft. In der Kirche steht ein steinernes Taufbecken aus dem 13. Jahrhundert, das seit 1908 als Monument historique klassifiziert ist. Außerdem befinden sich dort noch zwei Gruppen von Chorgestühl aus dem 17. Jahrhundert, die aus der Kathedrale von Avranches stammen. Es sind nur noch acht Sitze übrig, weil die anderen im Zweiten Weltkrieg (1939–1945) beschädigt wurden. Sie sind seit 1905 als Monument historique klassifiziert.